# Football League Awards 2009
I Football League Awards 2009 sono stati consegnati il 29 marzo 2009, al Grosvenor House Hotel di Londra. Si tratta della quarta edizione del premio avvenuta.

## Vincitori
Di seguito sono riportati il nome del premio originale, il nome del vincitore e la squadra di appartenenza:
- Championship Player of the Year - Sylvan Ebanks-Blake - Wolverhampton Wanderers
- League One Player of the Year - Matt Fryatt - Leicester City
- League Two Player of the Year - Grant Holt - Shrewsbury Town
- The Football League Young Player of the Year - Fabian Delph - Leeds Utd
- Championship Apprentice Award - Sean Scannell - Crystal Palace
- League One Apprentice Award - Tom Aldred - Carlisle United
- League Two Apprentice Award - Matt Phillips - Wycombe Wanderers
- Goal of the Year - Sylvan Ebanks-Blake - Wolverhampton Wanderers vs Charlton Athletic
- Fan of the Year - Warner Duff - Ipswich Town
- PFA Player in the Community - Graeme Murty - Reading
- Championship Community Club of the Year - Charlton Athletic
- League One Community Club of the Year - Leyton Orient
- League Two Community Club of the Year - Brentford
- Best Fan Marketing Campaign - Preston North End
- Best Matchday Programme - Burnley
- Championship Family Club of the Year - Wolverhampton Wanderers
- League One Family Club of the Year - Southend United
- League Two Family Club of the Year - Shrewsbury Town
- Best Digital Communication - Milton Keynes Dons
- Outstanding Contribution to League Football - Jimmy Hill OBE